# باول جونسون (رجل أعمال)
باول جونسون هو فاعل خير وشخصية أعمال كندي، ولد في 1929، وتوفي في 12 أكتوبر 2015.